# Roncus kikimora
Roncus kikimora är en spindeldjursart som beskrevs av Bozidar P.M. Curcic och Legg 1994. Roncus kikimora ingår i släktet Roncus och familjen helplåtklokrypare. Inga underarter finns listade i Catalogue of Life.